# Drymonia
Drymonia es un género de lepidópteros ditrisios de la familia Notodontidae.

## Especies
El género  Drymonia incluye en las siguientes especies:[cita requerida]
- Drymonia dodonaea (Denis & Schiffermüller, 1775)
- Drymonia dodonides (Staudinger, 1887)
- Drymonia obliterata (Esper, 1785)
- Drymonia querna (Denis & Schiffermüller, 1775)
- Drymonia ruficornis (Hufnagel, 1766)
- Drymonia velitaris (Hufnagel, 1766)